# Roger Bonvin
Pour les articles homonymes, voir Bonvin.
Roger Bonvin, né le 12 septembre 1907 à Icogne et mort le 5 juin 1982 à Sion, est une personnalité politique suisse, membre du Parti conservateur-chrétien social. Il est conseiller fédéral de 1962 à 1973 et président de la Confédération en 1967 et 1973.

## Biographie
Il suit des études d'ingénieur en génie-civil de l’École polytechnique fédérale de Zurich (EPFZ) à la suite desquelles il est responsable de la construction de barrages, dont celui de la Grande-Dixence. En 1955, il accède à la présidence de la commune de Sion et est élu au Conseil national.
Le 27 septembre 1962, il est élu conseiller fédéral au 5e tour (78e conseiller fédéral de l'histoire[réf. nécessaire]), Paul Torche étant l’autre finaliste. Il dirige d’abord le Département fédéral des finances et des douanes (DFD) du 1er octobre 1962 au 30 juin 1968 où il est confronté à la poussée inflationniste des années 1964-1966. Son « programme immédiat » de nouvelles recettes fiscales n’est pas accepté. Il prend ensuite la direction du Département des transports et de l’énergie (DTCE) du 1er juillet 1968 au 31 décembre 1973 où il préconise une conception générale de l’énergie et défend le nucléaire. Le coût élevé du tunnel de base de la Furka lui est vivement reproché.
Il est président de la Confédération en 1967 et en 1973.
Il décède en 1982 à Sion d'un cancer du pancréas.

## Sources
- Informations sur Roger Bonvin avec résultat de l'élection sur le site internet du Conseil fédéral suisse.
- Georges Andrey, « Roger Bonvin » dans le Dictionnaire historique de la Suisse en ligne.
- P.-A. Bovard, Nos Excellences à Berne, d'Henri Druey à Pierre Graber 1848-1977 (récit et portraits), Éditions de Peyrollaz, 1997
- Fonds : Roger Bonvin (ca. 1622-2003) [23,67 mètres].  Cote : CH AEV, Roger Bonvin. Sion : Archives de l'État du Valais (présentation en ligne).